# Cheiracanthium falcatum
Cheiracanthium falcatum là một loài nhện trong họ Miturgidae.
Loài này thuộc chi Cheiracanthium. Cheiracanthium falcatum được miêu tả năm 2006 bởi Jun Chen et al..